# Land Rover Defender
Il Land Rover Defender è un veicolo 4x4 fuoristrada, prodotto dal 1948 al 2016.

## Storia
Nel dopoguerra venne imposto alla Rover, solitamente impegnata nella produzione di autovetture di lusso, di costruire veicoli più economici per rendere più facili le esportazioni in quegli anni difficili. La ditta reagì producendo un veicolo totalmente diverso: il fuoristrada Land Rover, con una nuova carrozzeria ma con il motore delle vetture precedenti.
Il primo veicolo, chiamato Land Rover, fu disegnato da Maurice Wilks nel 1947 in Inghilterra, ispirato dalle Jeep utilizzate dagli americani durante la Seconda guerra mondiale. Per questo, il primo modello realizzato si basava proprio su una struttura della Jeep.
Caratteristica base fin dal primo modello lanciato ad Amsterdam il 30 aprile 1948 fu la trazione integrale che permise a questi veicoli di affrontare terreni anche molto accidentati. Un'altra caratteristica base fu la carrozzeria in alluminio, meno esposta alla corrosione e, all'epoca, metallo non sottoposto a contingentamento da parte del governo britannico.
Il risultato di tutto ciò è una famiglia di veicoli che ha fatto la storia dei fuoristrada e che, agli inizi degli anni settanta, superò il milione di vetture costruite, sia per clienti civili che militari. Infatti, fin dai primi anni, le forze militari inglesi adottarono le Land Rover, affiancandole alle Austin Champ.
Dal 1978, anno della nazionalizzazione della British Leyland (che aveva acquistato il marchio Rover nel 1967), il nome del celebre veicolo diventò anche quello di una casa automobilistica separata, la Land Rover. L'azienda, dopo vari cambiamenti di proprietà, diventò parte del Tata Group dal 2008.
Il Land Rover è stato prodotto in diverse serie, all'inizio indicate anche dalla misura del passo in pollici. Il veicolo "Land Rover" (90, 110 e 127) è chiamato dal 1990 "Defender":
- Serie I (1948–1958)
- Serie II (1958–1961)
- Serie IIA (1961–1971)
- Serie III (1971–1983)
- 90, 110 e 127 (1983–1990)
- Defender, commercializzato dal 1990 e seguito nel 2017 dal New Defender.

L'ultimo esemplare esce alle ore 9:25 del 29 gennaio del 2016 dalle linee di montaggio dello stabilimento di Solihull dopo 68 anni e 2.016.963 esemplari.

## Serie I

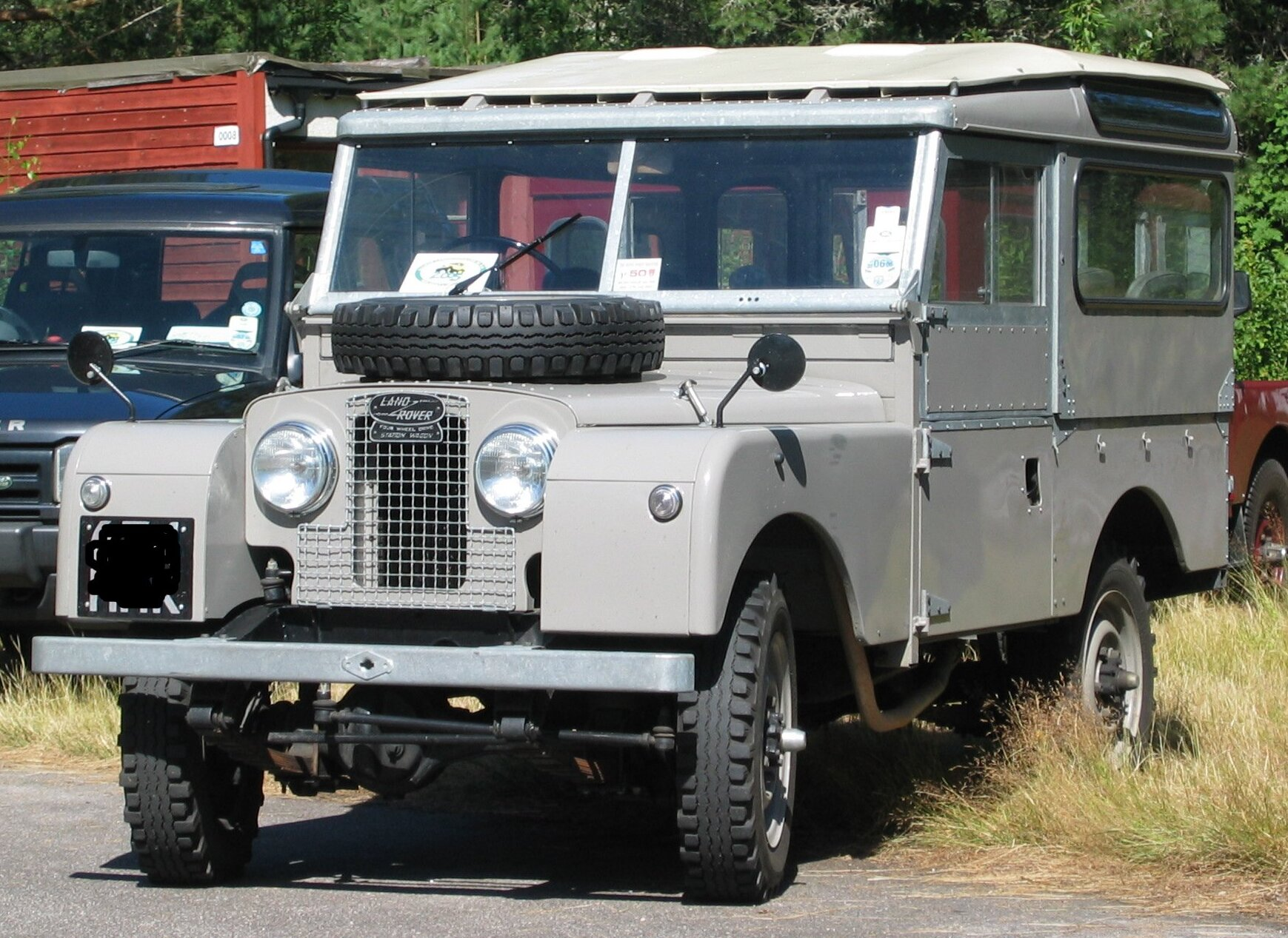
Un Land Rover 86

La Serie I fu prodotta dal 1948 al 1958.
La prima "Land Rover" aveva il passo da 80,88 pollici (205,4 cm), motore a 4 cilindri di 1595 cm³ a benzina e la trazione integrale sempre in presa con un sistema di ruote libere.
Nel 1949 venne introdotto il modello "Station Wagon", con carrozzeria interamente in metallo.
Nel 1950 il sistema di ruote libere venne sostituito dalla trazione integrale inseribile.
Nel 1952 la cilindrata fu portata a 1997 cm³.
Nel 1954 il Land Rover passò da 80 a 86 pollici e venne introdotto anche un modello a passo lungo da 107 pollici.
Dopo due anni il modello 86 e il 107 furono sostituiti con i modelli 88 e 109 pollici.
Nel 1957 fu possibile avere, oltre al motore a benzina, un 4 cilindri diesel di 2052 cm³.

## Serie II

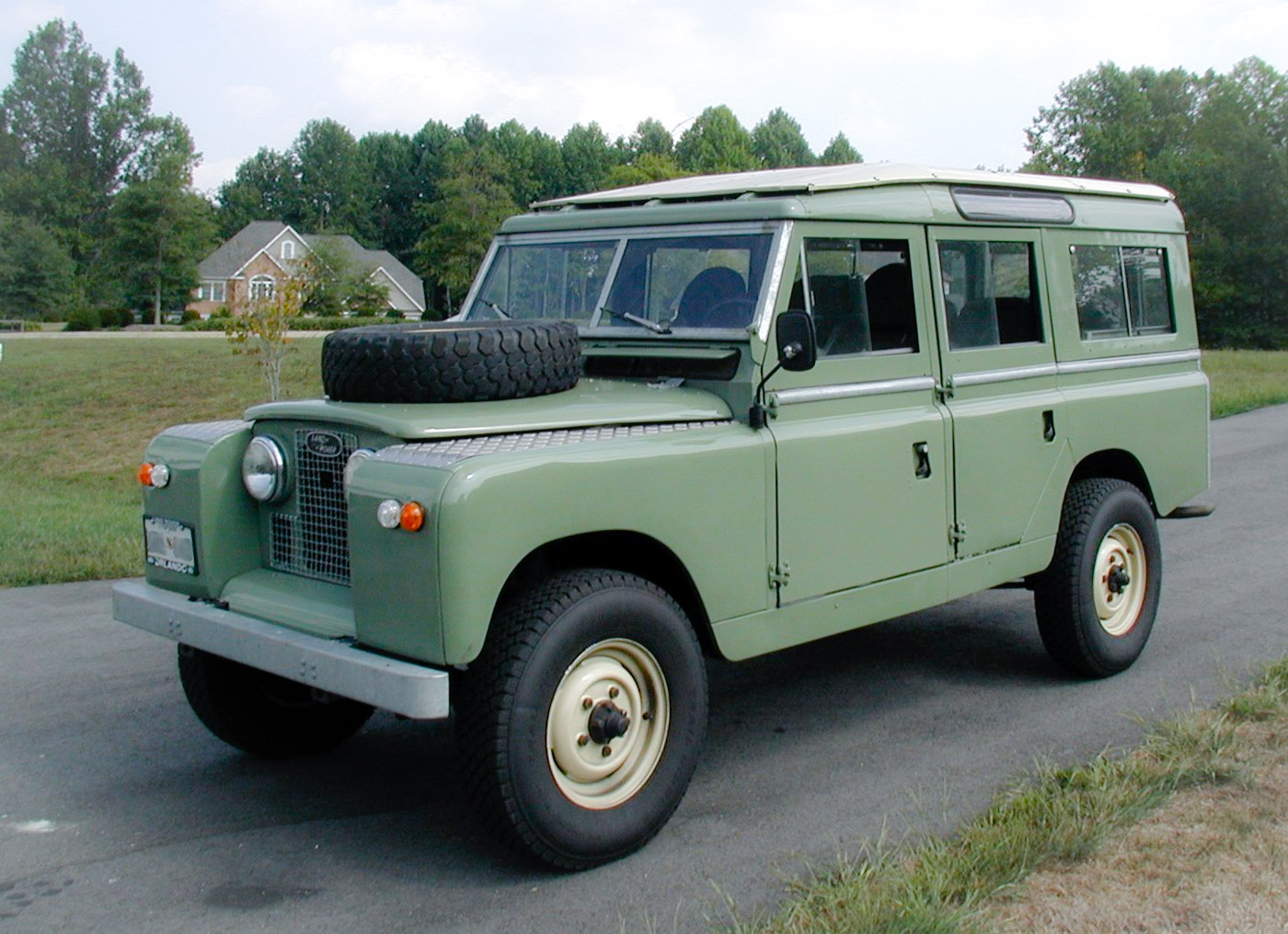
Un Land Rover 109 della Serie II

La Serie II venne introdotta nel 1958, disponibile con il passo da 88 o 109 pollici.
Fu introdotta con un nuovo motore 4 cilindri a benzina di 2286 cm³, oltre al 4 cilindri diesel di 2052 cm³. Il cambio aveva 4 marce, di cui solo la 3 e la 4 sincronizzate. La trasmissione aveva la trazione posteriore fissa e quella anche sulle ruote anteriori inseribile manualmente tramite un pomello sulla destra della leva del cambio. Un'altra leva consentiva di inserire il riduttore per la marcia su terreni accidentati.
Nel 1961 venne presentata la Serie IIA, con alcuni particolari modificati e un nuovo 4 cilindri diesel di 2286 cm³.
Nel 1968 i fari furono spostati sui parafanghi per venire incontro alle norme dei codici della strada di alcune nazioni europee.

## Serie III

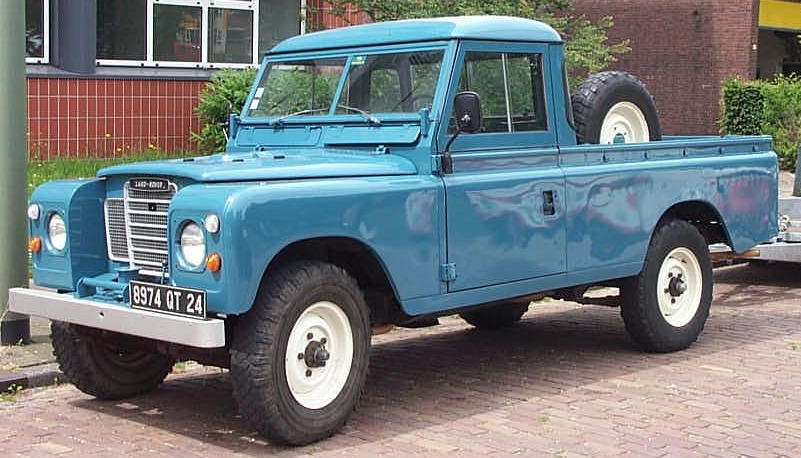
Un Land Rover 109 Pick-Up della Serie III

La Serie III fu introdotta nel 1971, disponibile con il passo da 88 o 109 pollici.
Motorizzazioni:
- 2286 cm³ 4 cilindri diesel
- 2286 cm³ 4 cilindri a benzina
- 3528 cm³ 8 cilindri a V, a benzina (Land Rover "Stage 1")

Le novità principali furono l'introduzione del cambio con tutti i rapporti sincronizzati, un nuovo cruscotto e la mascherina in materiale plastico,
Questa innovazione suscitò le lamentele dei clienti australiani che usavano la mascherina in acciaio come graticola.
Nel 1981 i motori da 2286 cm³ diesel e benzina ebbero 5 supporti di banco.

### Stage 1
La Land Rover "Stage 1" fu una versione introdotta nel 1979.
Il termine "Stage 1" si riferisce al primo stadio di investimenti della casa inglese per migliorare l'offerta su Land Rover e Range Rover.
La Stage 1 era dotata del poderoso motore V8 che equipaggiava la Range Rover, opportunamente depotenziato a 91 cavalli. Questa versione anticipò con alcuni particolari i successivi 90 e 110: ad esempio aveva la trazione integrale permanente e la mascherina non era più rientrata, ma in linea con i fari.
La Stage 1 fu commercializzata soprattutto con il passo da 109 pollici e gli esemplari con passo 88 furono pochissimi.
Uscì di produzione poco dopo l'ingresso dei nuovi 90 e 110.

## 90 e 110

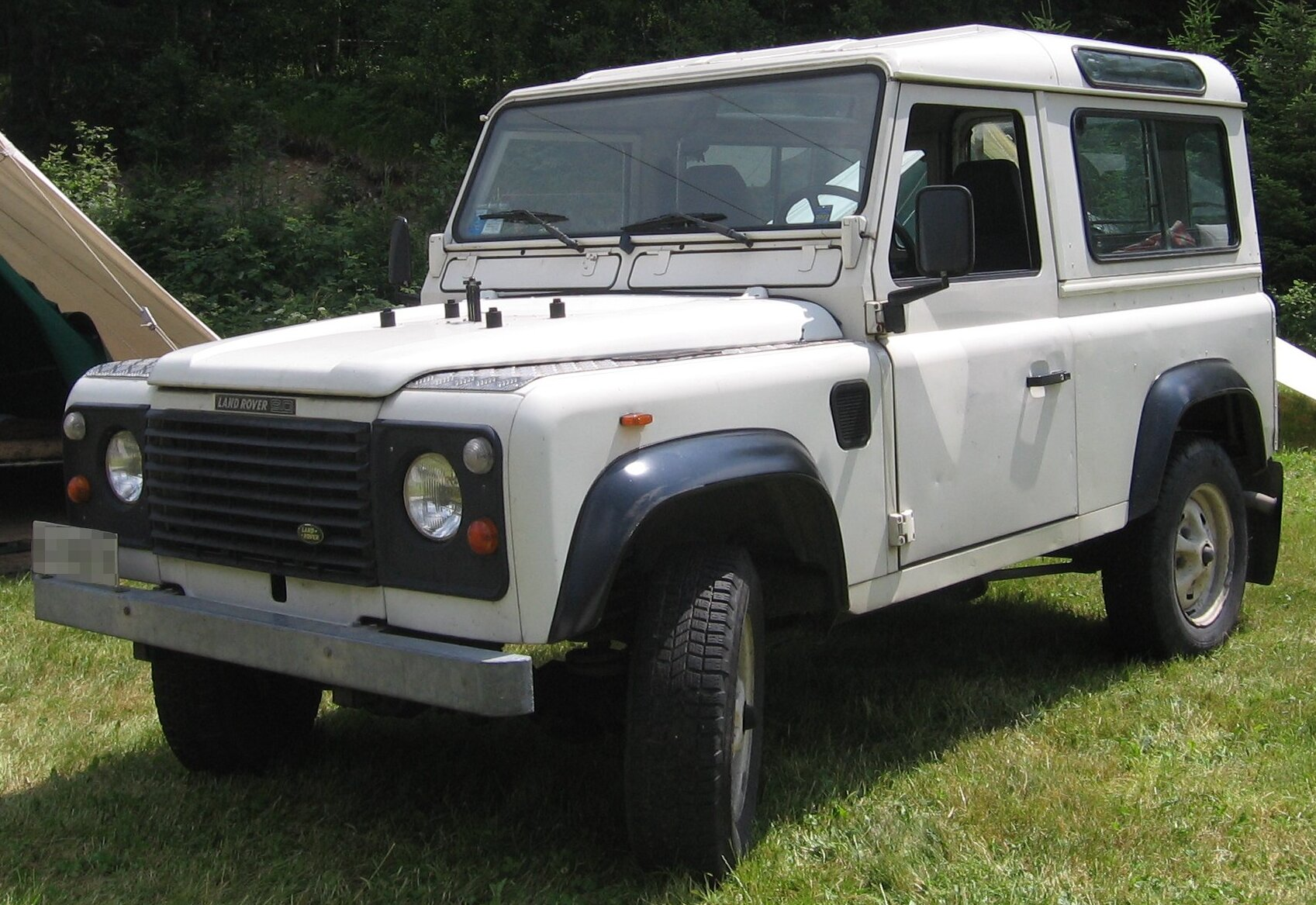
Un Land Rover 90 (con la scritta sulla mascherina "Land Rover 90")

Nel 1983 iniziò la produzione del Land Rover 110 (evoluzione del modello 109), il cui nome si riferisce alla distanza tra gli assi (interasse o passo) di 110 pollici (2794 millimetri) del veicolo. Successivamente, nel 1984, venne introdotto il Land Rover 90, con 93 pollici di interasse (2362 millimetri), sostituto del Land Rover 88.
Nel 1985, invece, entrò sul mercato una versione a passo notevolmente lungo: il Land Rover 127, con ben 3226 mm di interasse.
I nuovi 90 e 110 rischiarono di essere confusi con le "Series" a causa della loro grande somiglianza: addirittura molte parti erano intercambiabili, nonostante i modelli avessero quasi 30 anni di differenza. Le novità, tuttavia, furono significative: le Series montavano sospensioni a balestra con la possibilità di scegliere tra due o quattro ruote motrici, mentre i 90 e 110 avevano sospensioni a molla e trazione integrale permanente con la possibilità di bloccare il differenziale centrale.
- 1983 - Viene lanciato sul mercato il Land Rover 110
- 1984 - Viene lanciato sul mercato il Land Rover 90
- 1985 - Viene lanciato sul mercato il Land Rover 127

### Motorizzazioni

#### Benzina
- Numero e disposizione dei cilindri: 8 cilindri a V
- Cilindrata: 3500 cm³
- Alimentazione: Benzina

#### Diesel
10J
In produzione fino al 1984
- Numero e disposizione dei cilindri: 4 cilindri in linea
- Cilindrata: 2286 cm³ Aspirato
- Alimentazione: Diesel
- Potenza massima: 44 kW / 59 CV a 4000 rpm
- Coppia motrice massima: 136Nm a 1800 rpm
- Regime di rotazione massimo:  4200 rpm

12J
In produzione dal 1984 al 1986
- Numero e disposizione dei cilindri: 4 cilindri in linea
- Cilindrata: 2495 cm³ Aspirato
- Alimentazione: Diesel
- Potenza massima: 50 kW / 67 CV a 4000 rpm
- Coppia motrice massima: 155 Nm a 1800 rpm
- Regime di rotazione massimo:  4400 rpm

19J
In produzione dal 1986 al 1990
- Numero e disposizione dei cilindri: 4 cilindri in linea
- Cilindrata: 2495 cm³ Turbo
- Alimentazione: Diesel
- Potenza massima: 63 kW / 85 CV a 4000 rpm
- Coppia motrice massima: 203 N·m a 1800 rpm
- Regime di rotazione massimo:  4400 rpm

## Defender
Il Defender, il cui nome deriva dal suo largo utilizzo in campo militare e della difesa in genere, venne prodotto nel 1990, dopo l'introduzione del "Land Rover Discovery" nel 1989 e per distinguerlo dal Range Rover, quest'ultimo sempre più popolare sul mercato.
Inoltre, da questo momento, il Land Rover 127 venne rinominato Defender 130, pur non variando la distanza tra gli assi.

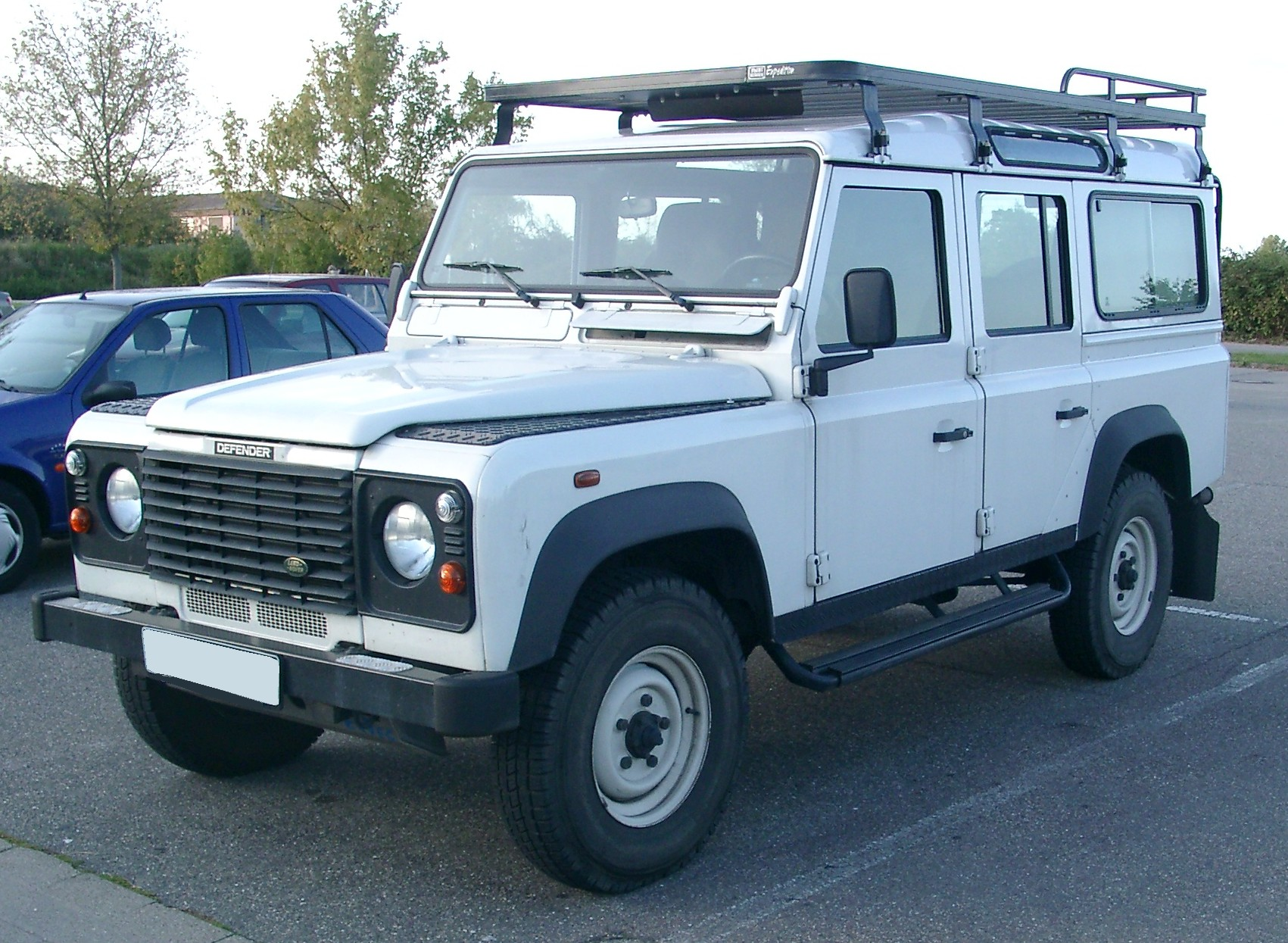
Un Land Rover Defender 110 (con la scritta Defender sulla mascherina)

- 1990 - Uscita della versione con motore turbodiesel Land Rover Defender Tdi200
- 1995 - Uscita della versione con motore turbodiesel Land Rover Defender Tdi300
- Esercito Italiano - Uscita con motore aspirato 4 cilindri Rover 2.0 t4 16v benzina Land Rover Defender (Carabinieri)
- 1998 - Uscita della versione con motore turbodiesel Land Rover Defender Td5
- 2006 - È stata presentata la nuova versione con motori Ford 4 cilindri 2.400 cm³

### Motorizzazioni del Defender
200 Tdi
In produzione dal 1990 al 1994
- Numero e disposizione dei cilindri: 4 cilindri in linea
- Cilindrata: 2495 cm³
- Alimentazione: Diesel
- Potenza massima: 80 kW / 107 CV a 3800 rpm
- Coppia motrice massima: 255 N·m a 1800 rpm
- Regime di rotazione massimo:  4180 rpm

300 Tdi
In produzione dal 1994 al 1998
- Numero e disposizione dei cilindri: 4 cilindri in linea
- Cilindrata: 2495 cm³
- Alimentazione: Diesel
- Potenza massima: 83 kW / 111 CV a 4000 rpm
- Coppia motrice massima: 265 N·m a 1800 rpm
- Regime di rotazione massimo:  4600 rpm

Td5
In produzione dal 1998 al 2006
- Numero e disposizione dei cilindri: 5 cilindri in linea
- Cilindrata: 2495 cm³
- Alimentazione: Diesel
- Emissioni: 300 g/km
- Potenza massima: 90 kW / 122 CV a 4200 rpm
- Coppia motrice massima: 300 N·m a 1950 rpm
- Regime di rotazione massimo:  5460rpm

Dal 1998 fino al 2006, il Defender fu equipaggiato con un nuovissimo motore turbodiesel a cinque cilindri in linea con una cilindrata di 2495 cm³, chiamato Td5. Questo motore è andato a sostituire il precedente Tdi non essendo in grado di soddisfare le imminenti normative sulle emissioni Euro III. Il motore era in grado di produrre 122 CV (90 kW) a 4200 rpm ed era dotato di sistema di iniezione elettronica del gasolio.
Nel 2002 è stato fatto un restyling della console centrale del cruscotto e migliorata l’illuminazione degli strumenti oltre ad aver inserito la disponibilità degli alzacristalli elettrici anteriori per la prima volta su un Defender.  È stato poi inserito il pacchetto optional SE che offriva parabrezza riscaldato, sedili riscaldati, climatizzazione, ABS, controllo della trazione e sedili in pelle.
M16 - 2000 Mpi - Rover T Series engine
In produzione unicamente per Esercito Italiano - Arma Carabinieri -
- Numero e disposizione dei cilindri: 4 cilindri in linea
- Cilindrata: 1994 cm³
- Alimentazione: Benzina
- Potenza massima: 101 kW / 136 CV

### New Defender

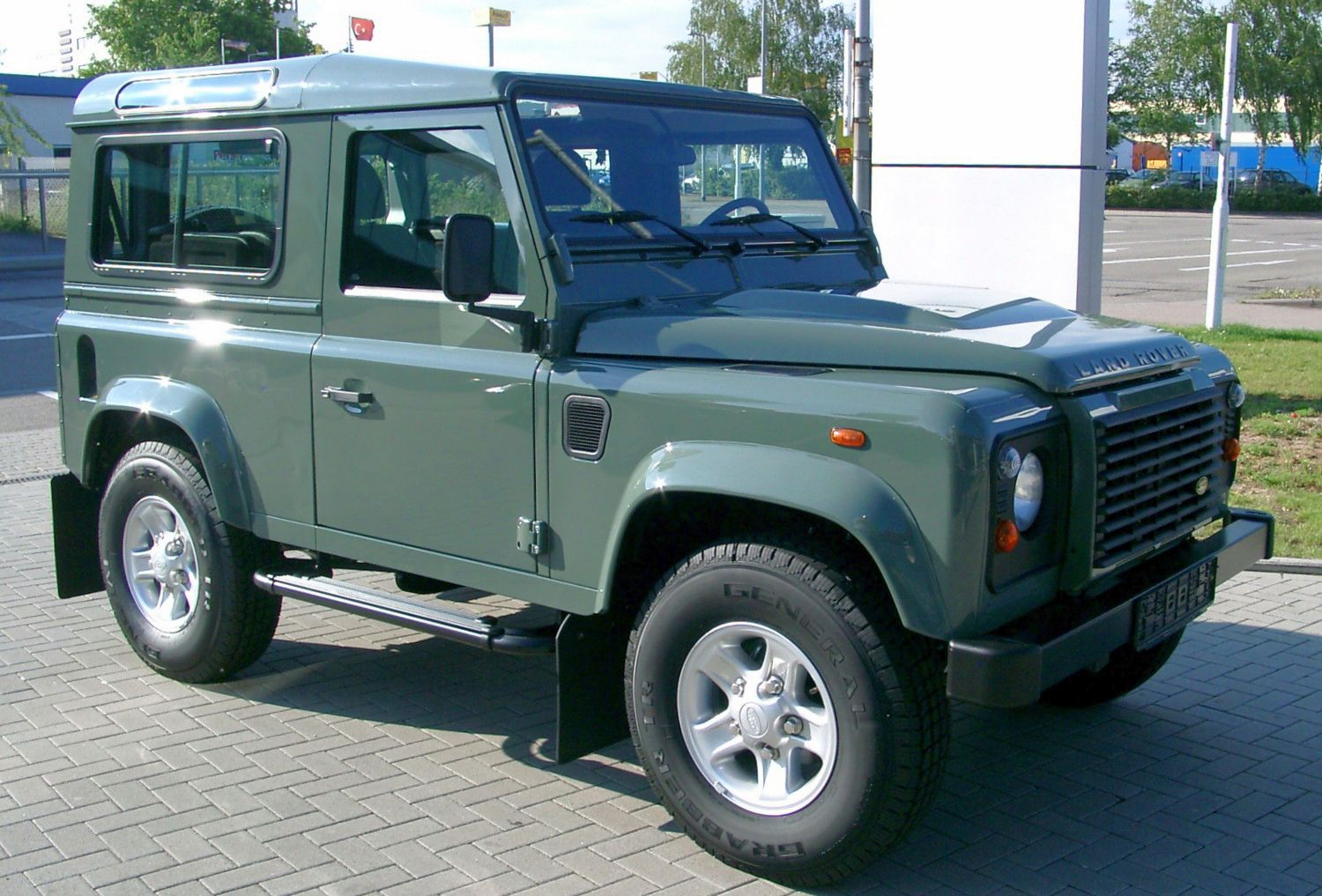
Land Rover New Defender

Dal 2007 è presente in commercio una nuova versione del Land Rover Defender che ha tra le principali caratteristiche i sedili posteriori frontemarcia nella versione 90 e 110, un nuovo motore a 4 cilindri di 2401 cm³ di origine Ford, un cambio altrettanto nuovo a 6 marce e il riduttore. il comfort è migliorato grazie anche alla nuova plancia più moderna e funzionale, all'aggiunta del climatizzatore e di un impianto stereo migliore che, tra le altre cose, offre anche un attacco per i lettori mp3. Lo spirito della vettura è comunque rimasto invariato, anche per quanto riguarda l'assenza degli airbag e dell'ABS (solo presente come optional). Rispetto alla precedente versione, il nuovo modello ha perso le due prese d'aria sotto al parabrezza. La scritta "Defender" sulla mascherina è stata rimossa ed è stata aggiunta una scritta "Land Rover" sulla parte frontale del cofano. Infine è presente una piccola "gobba" sul cofano motore per fare spazio al nuovo propulsore.
Ispirandosi a questa nuova serie, la Land Rover ha prodotto diversi modelli in edizioni limitate, descritti di seguito.
Il Defender SVX, modello commemorativo prodotto per il 60º anniversario della casa madre in soli 200 esemplari, è caratterizzato da un vistoso roll-bar che avvolge il parabrezza (solo nella versione con passo da 90 pollici), da una nuova mascherina in alluminio e dalle grafiche commemorative sulle portiere. L'SVX può vantare anche fari posteriori a LED e cerchi in lega a cinque razze, nonché interni in alcantara e pelle. Questo modello è disponibile sia nella versione 90 che 110, in particolare la 90 può essere soft o hard top, e l'unico colore disponibile è il nero metallizzato.
Altre due edizioni limitate sono il Defender FIRE e il Defender ICE, il cui tratto caratteristico è sicuramente la carrozzeria bicolore: arancio Vesuvius e nero Santorini per il modello FIRE, mentre il modello ICE è bianco Alaska e nero Santorini. Oltre al colore, i modelli FIRE e ICE hanno, come del resto il modello SVX, cerchi in lega a cinque razze, fari posteriori a LED e sedili in alcantara e pelle. La mascherina del cruscotto è dello stesso colore della carrozzeria, quindi arancio Vesuvius nella versione FIRE e bianco Alaska nella versione ICE, come anche altri piccoli dettagli dell'abitacolo, come le cuciture dei sedili e i bordi dei tappetini. A fine 2015 sarebbe dovuta uscire di produzione per essere sostituita da un modello totalmente nuovo nel 2018 ma, a seguito di un aumento della domanda, il termine è stato posticipato. La produzione termina alle ore 9:25 del 29 gennaio 2016, quando l'ultimo esemplare esce dalle linee di montaggio dello stabilimento di Solihull. 
La nuova generazione sarebbe poi arrivata nel 2019, anticipata nel 2011 dal concept DC100 esposto al Salone di Francoforte.

## Veicoli derivati
Altri costruttori hanno prodotto Land Rover o modelli da essa derivati. Tra questi ricordiamo:
- la spagnola Santana Motor, che ha costruito sia Land Rover su licenza che veicoli derivati come il 2500 e il PS-10 (denominato Aníbal in Spagna)
- l'Iveco ha a sua volta derivato il suo Massif (2008-2010) dal Santana PS-10/Aníbal avvalendosi della collaborazione di Giorgetto Giugiaro. Le versioni più rifinite sono state vendute come Iveco Campagnola.
- l'Iraniana Morattab usava parti acquistate dalla Santana
- la turca Otokar ha costruito Land Rover su licenza negli anni '80
- la filiale brasiliana della Karmann ha costruito Land Rover su licenza per tre anni negli anni 2000.

Altre Land Rover sono state assemblate anche in Pakistan, Malaysia e Sudafrica

## Esercito Italiano
Nell'Esercito Italiano l'autovettura da ricognizione Land Rover Defender "AR 90" fa parte della categoria dei veicoli tattici fuoristrada destinati ad operare con tutte le unità della Forza armata, destinato ad attività di Comando e Controllo, ricognizione e supporto ravvicinato ed è impiegata largamente per attività addestrative ed operative sul territorio nazionale.

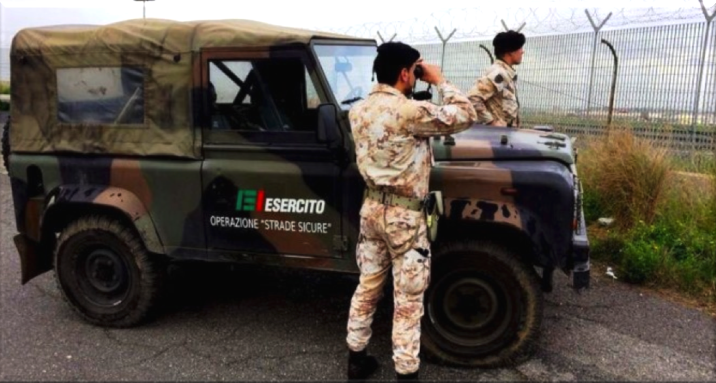
Land Rover AR 90 con la nuova mimetica a tre toni adottata dall'Esercito Italiano

La necessità di sostituire le vetture da ricognizione FIAT AR 76, portò agli inizi degli anni 1990 l'Esercito Italiano ad emettere una specifica per l'acquisizione di un nuovo modello di veicoli fuoristrada. Al bando parteciparono molte ditte straniere, ma non la FIAT, che rinunciò avendo ormai da tempo deciso di abbandonare il settore.
Oltre ad alcune ditte giapponesi che fornirono alcuni veicoli alla Forza Armata tramite piccoli contratti, partecipò anche il gruppo inglese Rover con il suo modello Land Rover Defender 90. La ditta, forte del notevole numero di veicoli già venduti ad altre amministrazioni dello Stato ed all'Arma dei Carabinieri che aveva provveduto autonomamente alla selezione di un sostituto dell'AR 76, risultò alla fine vincitrice con questo modello, che sarebbe diventato la vettura fuoristrada standard dell'Esercito Italiano.
La vettura è dotata di un motore turbodiesel di 2495 cc a quattro cilindri in linea, in grado di erogare una potenza massima di 90 kW a 4.200 giri/minuto ed una coppia massima di 300 Nm a 2.000 giri/minuto. La trasmissione è integrale con trazione sull'asse anteriore permanente, il cambio è a cinque rapporti avanti + retromarcia e riduttore su tutte le marce inseribile manualmente. La massa a vuoto è di circa 1.700 chilogrammi e la capacità di trasporto è di 5 uomini equipaggiati più il conduttore.
La versione Defender VAV (Veicolo d'Attacco Veloce) l'equipaggio del veicolo è limitato a tre uomini, il conduttore e due operatori alle armi, con l'armamento costituito da un lanciagranate da 40 mm e da una mitragliatrice Minimi calibro 5,56 NATO.